# Fédération congolaise de football association
Ne doit pas être confondu avec FECOFOOT.
La Fédération congolaise de football association (FECOFA) est une association regroupant les clubs de football de république démocratique du Congo et organisant les compétitions nationales et les matchs internationaux de la sélection de RDC.
La fédération organise aussi le Tournoi international de football du Congo (TIFOCO), mettant en compétition 4 équipes africaines locales. Cette compétition est réservée aux joueurs évoluant en club sur le continent africain.
La fédération nationale de RDC est fondée en 1919 par Raphaël de la Kethulle de Ryhove. Elle est affiliée à la FIFA depuis 1962 et est membre de la CAF depuis 1963.
En avril 2018, quatre dirigeants, dont Constant Omari, sont entendus par la justice pour une affaire de présumés détournements de fonds publics qui pourrait s'élever à un million de dollars.
Écarté du vote par la Commission de contrôle de la FIFA qui l’accuse  d’avoir reçu des avantages dans le cadre de négociations liées à la commercialisation des droits TV de compétitions de la CAF, Constant Omari (2003-2021) annonce sa démission le 16 Juin. Il est remplacé par Donatien Tshimanga, qui assure l’intérim jusqu’au mois de décembre.
Dans le cadre de la crise du Covid-19, la fédération congolaise de football a décidé d’arrêter momentanément tous les championnats, puis a pris la décision de l’arrêt définitif, la FECOFA considérant la situation sanitaire extrêmement complexe.
Pour la première fois de l’histoire et sous le mandat de Félix Tshisekedi, le gouvernement a pris en charge les frais de transport pour les équipes engagées en ligue 1 et en ligue 2 congolaises; un soutien qui a été salué au regard de la situation financière du football congolais.
En Ligue des Champions, après avoir réalisé une très bonne phase de groupes, le TP Mazembe est sorti dès les quarts de finale face au Raja de Casablanca, alors que l’AS Vita Club n’a pas dépassé la phase de poule.
L’année 2020 a été compliquée pour la sélection de la RDC à la recherche d’un nouveau vent après l’élimination en huitièmes de finale de la CAN 2019. Christian Nsengi Biembe succède à Florent Ibenge.
À la suite des accusations sur les abus sexuels et du manque de projets pour le développement du football congolais, à la date du 24 avril 2023, la FIFA place à la tête de la FECOFA un commité de normalisation (CONOR) avec comme président Dieudonné Sambi Nsele. Ce comité de normalisation qui aura aussi pour mission d'organiser des nouvelles élections en vue d'élire les nouveaux dirigeants à la tête de la fédération.

## Accusations d'abus sexuels
Le 3 novembre 2022, il est révèlé un système de pédocriminalité au sein de la Fédération congolaise de football association. Le lendemain, le ministère des Sports et la fédération congolaise ouvrent une enquête.

## Identité visuelle

Logo utiliser sur le maillot de 1974-1997
2012-2014
Logo actuel

## Référence
1. ↑  « Football National », sur web.archive.org, 3 février 2010 (consulté le 25 mars 2023)
2. ↑  « RDC: quatre dirigeants sportifs soupçonnés d'avoir détourné 1 million de dollars - RFI », RFI Afrique,‎ 19 avril 2018 (lire en ligne, consulté le 19 avril 2018)
3. ↑  RDC : LES CINQ ÉVÉNEMENTS MAJEURS DE L’ANNÉE 2020  sur panafricanfootball.com, consulté le 12. janvier  20220
4. ↑  « Le témoignage fort de l'ex-capitaine du Congo, Youssouf Mulumbu, sur les abus sexuels dans le football de son pays », sur RMC SPORT (consulté le 5 novembre 2022)
5. ↑  « Soupçons d'abus sexuels en RDC: le ministère des sports et la fédération congolaise ouvrent une enquête », sur RMC SPORT (consulté le 5 novembre 2022)

## Liens
- Site officiel
- Congosport.net, Portail du sport en république démocratique du Congo